# Lycoris longituba
Lycoris longituba är en amaryllisväxtart som beskrevs av Yung Chun Hsu och G.J.Fan. Lycoris longituba ingår i släktet Lycoris och familjen amaryllisväxter.

## Underarter
Arten delas in i följande underarter:
- L. l. flava
- L. l. longituba